# 橙花酸
橙花酸（英语：nerolic acid，neric acid）,别名(2Z)-3,7-二甲基辛-2,6-二烯酸，是一种不饱和羧酸，化学式：C10H16O2，为橙花醇的衍生物，是一种蜜蜂信息素。

## 生物分布
橙花酸是在蜜蜂奈氏腺中发现，连同香叶醇、香叶酸、柠檬醛、橙花醇、法尼醇等类萜物质一起发现，并称为奈氏腺信息素。其中又属香叶醇、法尼醇和橙花酸占比最高。
橙花酸存在于在桃金娘科植物中。如橙花酸是构成桃金娘科矾木属植物Myrcia Ovata的植物精油五种物质之一 。同时也在另一种矾木属植物Myrcia lundiana中大量发现，其具有抗真菌活性，可抗茄类镰孢菌和可可球二孢菌
此外，橙花酸同时也是香茅草精油的主要成分，并相信其同样具有抗真菌活性 。